# أنزو
أنزو هي قرية مغربية شمال المملكة. تنتمي أنزو لإقليم أزيلال. تضم هذه القرية 13.784 نسمة (إحصاء 2004). معظم السكان هم أمازيغ من الكنفدرالية الأمازيغية فطواكة، تعد أنزو جزء من جبال الأطلس الكبير، ويقطع واد تساوت القرية، وفي تراب الجماعة أنشئ سد مولاي يوسف وسد تمنوتين.
```
جماعة أنزو هي إحدى الجماعات القروية في إقليم أزيلال في المغرب. تقع في الجزء الشمالي من الإقليم وتتميز بجمال الطبيعة المحيطة بها وطابعها الريفي. جماعة أنزو تعد جزءًا من البنية الإدارية للمغرب وتحظى بإدارة محلية مستقلة. تتألف من مجتمعات قروية تعيش فيها السكان وتعتمد بشكل أساسي على الزراعة والرعي كمصدر للعيش. يعمل سكان الجماعة على زراعة مجموعة متنوعة من المحاصيل الزراعية، مثل الحبوب وأشجار الزيتون، كما أن الجماعة تعرف تطورا من حيت الأنشطة السكانية التي تعيش عليها الساكنة حيث أصبحت تعتمد على بعض الأنشطة الخدماتية، التجارية وتلجأ الساكنة أيضا إلى الانتقال إلى المدن للحصول على لقمة العيش.
```

## دواوير الجماعة
- أكادير
- أشبار(القصر)
- بوعشيبة
- تكبرت
- إقرباص
- السور
- تكلاووت
- واكنما
- تالكونت
- تكندافت
- آيت عبد الله
- آيت محمد
- تشاكشت
- مركنيض
- سرن.

## إيتيمولوجيا
إسم الجماعة "أنزو" هي كلمة أمازيغية يعود أصلها للأراضي السلالية أو أراضي الشياع التي يتشاركها كل ساكنة الجماعة، ومعنة الكلمة يحتمل معنيين حسب روايات الساكنة وكبار السن: "أنزو” بتفخيم وتضعيف الزاي، تكتب بالأمازيغية "ⴰⵏⵥⵥⵓ"، يجب أن تكتب  "ⴰⴷ ⵏⵥⵥⵓ" ومعناها "لنغرس"، المعنى الأول يوحي على غرس الأشجار. المعنى الثاني هو "أنزو" بترقيم الزاي، بالأمازيغية تكتب "ⴰⵏⵣⵓ" ويجب أن تكتب "ⴰⴷ ⵏⵣⵓ" ، ومعناها هو "لنشاهد"، المعنى الثاني يوحي على الرؤية والمشاهدة.

## الموقع
ترابيا، تنتمي جماعة أنزو إلى جهة بني ملال خنيفرة، إقليم أزيلال، دائرة فطواكة، قيادة فطواكة. جغرافيا، فهي تحتل جزءا من جبال الأطلس الكبير وتمتد على سهل تساوت، تنتمي بالضبط إلى السفح الغربي لجبال الأطلس الكبير. أما قبليا فهي تنتمي لفخذة فطواكة التي تعتبر جزءا لا يتجزأ من قبيلة هسكورة والتي بدورها تنضوي تحت ما يسمى بكونفدرالية مصمودة التاريخية.

## الأنشطة الاقتصادية
تعد جماعة أنزو مجالا قرويا يمتد على 27 دوارا تنقسم بدورها على ثلاث مشيخات: مشيخة تساوت، مشيخة تكلاووت و مشيخة آيت محمد. كما تعرف الجماعة نمو مركز شبه حضري وهو أكادير التي تحول إلى مركز قطب اقتصادي للجماعة. هذه الطبيعة السكانية للجماعة تفرض عليها نمطا معينا من أنماط العيش وهو الاعتماد على الأنشطة الفلاحية بالخصوص وما يحول حولها.  سكان الجماعة يعتمدون على زراعة الحبوب: القمح والشعير، هذا النشاط الزراعي يعتمد عليه في كافة مناطق الجماعة لكن بعض الحبوب تنتشر في مناطق دون الأخرى. تتم زراعة الشعير في المناطق الجبلية مشيخة آيت محمد على الخصوص لأن الجبال لا تنتج إلا الشعير. وتتم زراعة القمح في المناطق السهلية، في مشيختي تساوت و تكلاووت والأراضي السهلية الجماعية التي تسمى "أنزو" أو "البور" حاليا لكونها أراضي ترجع ملكيتها لسكان الجماعة ككل. النوع الثاني من الزراعات هو أشجار الزيتون، حيت تعتبر موردا اقتصاديا مهما لساكنة الجماعة، إذ تستفيد الساكنة من بيع ثمار الزيتون أو من بيع الزيت. تعد مشيختي تساوت وتكلاووت هي الأكثر اعتمادا على أشجار الزيتون. النوع الثالث من الأنشطة الفلاحية هو غرس أشجار الخروب حيت أصبح إنتاج هذه المادة مهما داخل تراب الجماعة خصوصا بمشيخة آيت محمد التي يعتمد سكانها عليه بشكل كبير نظرا لإرتفاع سعر هذه المادة الغذائية والطبية. تعتمد الساكنة أيضا على بيع الأعشاب كنبتة الزعتر، الشيح، العرعار ... التي يتم جنيها من الجبال وبيعها في المدن الكبرى. تعتمد الساكنة أيضا على بعض الزراعات المعيشية قرب نهر تساوت الذي يعتبر قلب الجماعة النابض ومصدرها الوحيد من الماء. النوع الثاني من الأنشطة الاقتصادية للجماعة هي القطاع الخدماتي والتجاري خصوصا بالدواوير الكبيرة الحجم خصوصا أكادير، إذ يتم الاعتماد على البقالة، بيع اللحوم، مواد البناء والمقاهي. النوع الثالث من الأنشطة الاقتصادية هي تربية المواشي، حيت يتم الاعتماد على تربية الأبقار، الماعز والغنم، ويعيش مربو هذه الماشية ببيغ ألبانها أو بيع لحومها الذي يدر على بعض العائلات عائدات مهمة ومحترمة.وتوجد أيضا بعض الأنشطة الاقتصادية الأخرى كبيع الخشب، خشب الزيتون والصفصاف على الخصوص.

## ديموغرافية الجماعة
لا توجد إحصائيات دقيقة منشورة حول ديموغرافية الجماعة نظرا لعدم نشرها من طرف المجلس الجماعي الذي يملكها فعلا من خلال الإحصائيات الدورية. يبلغ العدد الإجمالي لسكان الجماعة 15429 نسمة حسب الإحصاء للسكان لسنة 2014 أما عدد العائلات فيبلغ 2562 حسب نفس المرجع.

## الجمعيات والتعاونيات
العمل الجمعوي بجماعة أنزو يمكن أن نقول بأنه محتشم بعض الشيء، نظرا لحداثة هذ الثقافة بالجماعة التي لم تحل بالجماعة إلا مع نهاية التسعينيات تاريخ تشكل أولى الجمعيات والتي تنشط في مجال ربط الدواوير بالماء الصالح للشرب، بعد ذلك تشكلت بعض الجمعيات ذات الطابع الفلاحي والتي تهدف لتسيير بعض السواقي بأكادير و بوعشيبة على الخصوص. أما الجمعيات ذات النفع فلا يوجد منها إلا ثلاث جمععيات: جمعية تسيير المركز المتعدد الاختصاصات التي تنشط في مجال الهدر المدرسي وهي مسؤولة عن تسيير دور الطالب والطالبة بالجماعة وتسيير بعض البرامج الهادفة لخلق مناصب الشغل داخل نطاق الجماعة، ثم جمعية البسمة التي تنشط في مجال تحفيظ القرآن والدعم المدرسي ثم جمعية ثالثة تنشط في مجال العمل الخيري وإعانة المعوزين. أما بخصوص التعاونيات فلا يوجد منها إلا تعاونيتين: تعاونية تكندافت التي تنشط في المجال الفلاحي وهي تعاونية صاعدة نوعا ما وأنجزت مشاريع مهمة كورش زراعة الخروب وأشجار الزيتون بدوار تكندافت ثم تعاونية نسائية ثانية ببوعشيبة تعمل على تسويق بعض المنتوجات التقليدية.